# Pieter Steyn

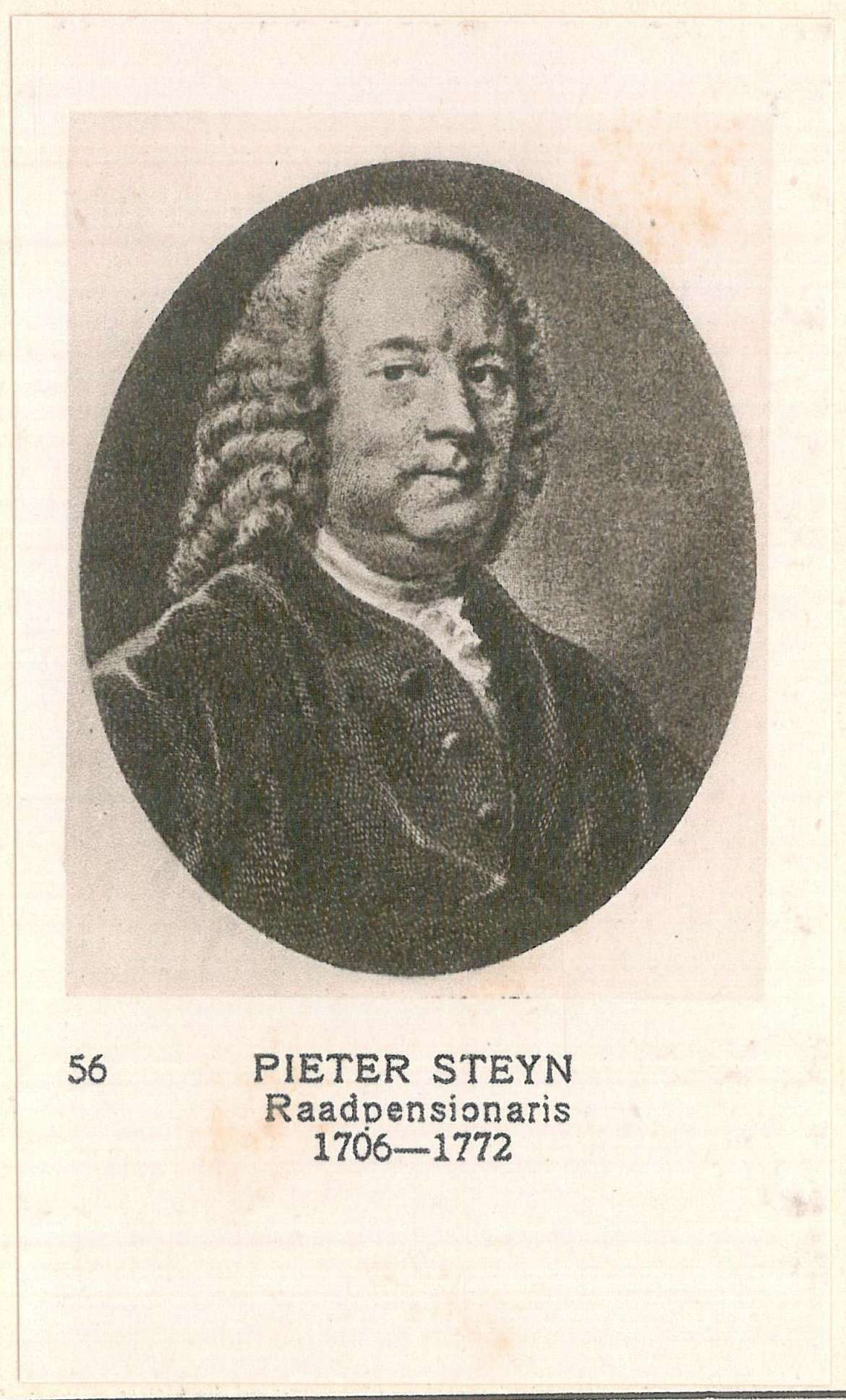
Pieter Steyn

Pieter Steyn (Haarlem, 6 oktober 1706 - Den Haag, 5 november 1772) was een pensionaris van de stad Haarlem en raadspensionaris van Holland tussen 1749 en 1772. Hij hield de republiek buiten de Zevenjarige Oorlog (1756-1763).

## Biografie
Mr. Pieter Steyn stamde uit een geslacht van Haarlemse magistraten. Zijn vader Adriaan Steyn (1681-1734) was burgemeester van Haarlem en zijn moeder Johanna Patijn stamde uit een familie die spoedig tot de regentenklasse zou gaan behoren. Pieter Steyn was onder meer secretaris, vroedschap en burgemeester van Haarlem, voorzitter van de Staten van Holland en West-Friesland; twee keer getrouwd, maar had geen kinderen. Zijn tweede echtgenote was de weduwe van de bankier Daniel Deutz de jonge.
Als Raadpensionaris van Holland werd Pieter Steyn overschaduwd door de hertog van Brunswijk, "besturend voogd" over de minderjarige stadhouder Willem V.